# Alectryon (plant)
Alectryon is een geslacht van bomen en struiken uit de zeepboomfamilie (Sapindaceae). Het geslacht telt ongeveer dertig soorten die voorkomen in Australazië, 
Melanesië en westelijk Polynesië. De soorten groeien in een brede variëteit van habitats, van regenwouden, galerijbossen en kustbossen tot in aride savanna's en heidegebieden.

## Soorten
- Alectryon affinis Radlk.
- Alectryon bleeseri O.Schwartz
- Alectryon cardiocarpus Leenh.
- Alectryon carinatus Radlk.
- Alectryon connatus (F.Muell.) Radlk.
- Alectryon coriaceus (Benth.) Radlk.
- Alectryon diversifolius (F.Muell.) S.T.Reynolds
- Alectryon excelsus Gaertn.
- Alectryon ferrugineus (Blume) Radlk.
- Alectryon forsythii (Maiden) Domin
- Alectryon fuscus Radlk.
- Alectryon glaber (Blume) Radlk.
- Alectryon grandifolius A.C.Sm.
- Alectryon hirsutus Munzinger, Lowry, Callm. & Buerki
- Alectryon kangeanensis Leenh.
- Alectryon kimberleyanus S.T.Reynolds
- Alectryon laevis Radlk.
- Alectryon macrococcus Radlk.
- Alectryon myrmecophilus Leenh.
- Alectryon oleifolius (Desf.) S.T.Reynolds
- Alectryon pubescens (S.T.Reynolds) S.T.Reynolds
- Alectryon ramiflorus S.T.Reynolds
- Alectryon repandodentatus Radlk.
- Alectryon reticulatus Radlk.
- Alectryon samoensis Christoph.
- Alectryon semicinereus (F.Muell.) Radlk.
- Alectryon subcinereus (A.Gray) Radlk.
- Alectryon subdentatus (F.Muell. ex Benth.) Radlk.
- Alectryon tomentosus (F.Muell.) Radlk.
- Alectryon tropicus (S.T.Reynolds) S.T.Reynolds
- Alectryon unilobatus S.T.Reynolds
- Alectryon vitiensis Buerki, Lowry, Munzinger & Callm.

... · 
Acer (Esdoorn) · 
Aesculus (Paardenkastanje) · 
Alectryon · 
Allophylus · 
Atalaya · 
Dimocarpus · 
Harpullia · 
Litchi (Lychee) · 
Paullinia · 
Sapindus (Zeepnotenboom) · 
Talisia · 
Zanha · 
...